# オーガスタス・レイモンド・マーガリー

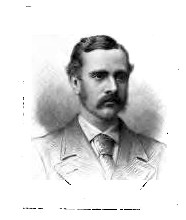
マーガリー

オーガスタス・レイモンド・マーガリー（Augustus Raymond Margary、1846年5月26日 - 1875年2月21日）は、イギリスの外交官であり、探検家でもあった。アジアの陸路貿易ルートを調査していたマーガリーと彼のスタッフ全員が清国内で現地住民に殺害されたことから、中英関係の危機・マーガリー事件が起き、芝罘条約締結のきっかけとなった。

## 教育と初期のキャリア
マーガリーは、英領インドのベルガウムで、ヘンリー・ジョシュア・マーガリー少将（1876年没）の三男として生まれた。フランスや、イギリス本国のブライトン・カレッジ、ユニバーシティ・カレッジ・ロンドンで教育を受けた。外務官僚になるための試験に3度の失敗の後に合格し、1867年2月に駐華イギリス領事部の通訳生に任命され、翌月には中国に出発した。中国では、北京の公使館や、台湾、上海、煙台の領事館に勤務した。

## マーガリー事件
英領インドと中国を結ぶ陸路の貿易ルートを探るため、マーガリーは上海から中国西南部を経て上ビルマのバモーに派遣され、そこでホレス・ブラウン大佐に会うことになっていた。マーガリーは、四川省、貴州省、雲南省を経由する約2,900キロメートルの行程を半年かけて移動し、1874年末にバモーでブラウンと面会した。上海への帰路、マーガリーは往路に通った道が安全ではないという噂を聞き、雲南省騰衝を経由するルートに変更した。しかし、現地の役人に到着を知らせていなかったため、先住民と対立し、1875年2月21日に彼と4人の中国人スタッフが現地住民のチンポー族に殺害された。
ジョナサン・スペンスによれば、マーガリーはビルマから雲南へのルートを探る調査隊の一員だったという。スーザン・オーリアンは、これらとは異なる説明をしている。オーリアンによれば、「言語学者で植物採集家のオーガスタス・マーガリーは、長江を航海中、歯痛、リューマチ、胸膜炎、赤痢などを乗り越え、任務を終えてバモーを越えて航海したときに殺害された」。

## 死後
マーガリー事件は中英間の外交上の危機を招き、イギリス当局が清国政府に圧力をかける格好の口実となった。この危機は、翌1876年にイギリス公使トーマス・ウェードと李鴻章が、事件に無関係の条件も含まれた芝罘条約（煙台条約）に調印することによって、一応の解決を見た。
1880年にマーガリーの慰霊碑が建てられ、1907年に黄浦公園に移された。この慰霊碑は、日本軍による上海占領中に撤去され、第二次世界大戦で日本が敗北した後も復元されることはなかった。